# Volgelsheim
Volgelsheim är en kommun i departementet Haut-Rhin i regionen Grand Est (tidigare regionen Alsace) i nordöstra Frankrike. Kommunen ligger i kantonen Neuf-Brisach som tillhör arrondissementet Colmar. År 2022 hade Volgelsheim 2 714 invånare.

## Befolkningsutveckling
Antalet invånare i kommunen Volgelsheim
| Referens: INSEE |